# Systole allergica
Systole allergica är en stekelart som beskrevs av Abdul-rassoul 1980. Systole allergica ingår i släktet Systole och familjen kragglanssteklar. Inga underarter finns listade i Catalogue of Life.